# Ministerium für auswärtige Angelegenheiten (Israel)

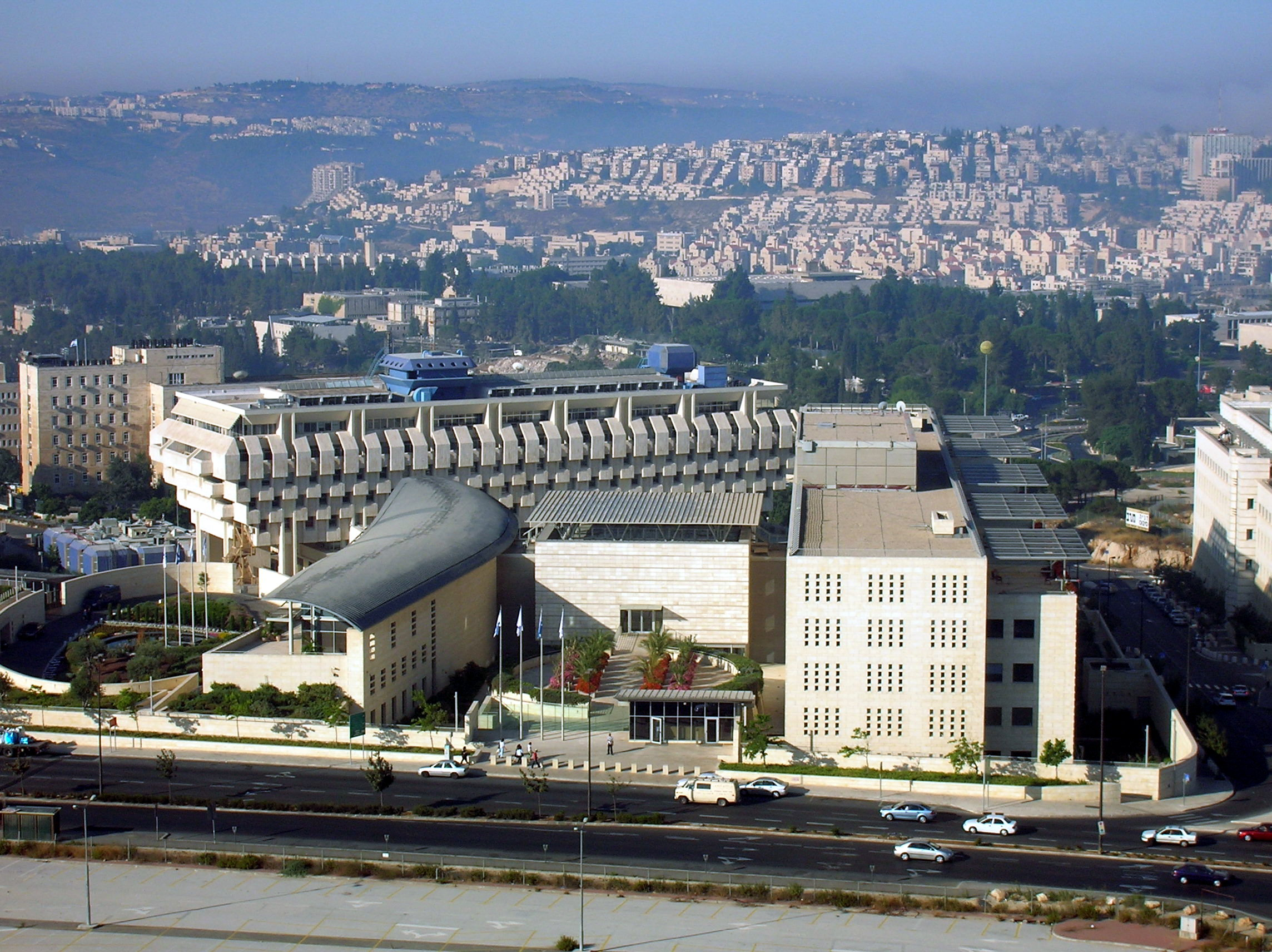
Bild von dem Hauptsitz in Givat Ram (Jerusalem)

Das Ministerium für auswärtige Angelegenheiten (hebräisch מִשְׂרַד הַחוּץ Misrad HaChutz, deutsch ‚Amt des Äußeren‘) ist für die Außenpolitik Israels zuständig. Zudem soll es wirtschaftliche, kulturelle und wissenschaftliche Beziehungen zu anderen Ländern aufbauen.
In 77 Staaten unterhält Israel eigene Botschaften, in 19 Staaten Generalkonsulate und fünf weiteren Staaten special missions. In Verbindung mit den Vereinten Nationen unterhält Israel vier Diplomatische Missionen und eine zur Europäischen Union.
Der Sitz des Ministeriums befindet sich im Regierungskomplex in Givat Ram (Jerusalem), „Kiryat Ben Gurion“ auch genannt „Kiryat HaMemshala“, am Yitzhak Rabin Boulevard 9 in Jerusalem.

## Geschichte
Das Ministerium gibt es seit der Konstitution der Provisorischen Regierung am 12. April 1948. Erster Außenminister war Mosche Scharet, der in acht aufeinanderfolgenden Regierungen diese Funktion übernahm.
Die erste Botschafterin war Golda Meir, die vom Juni 1948 bis zum Januar 1949 in der Union der Sozialistischen Sowjetrepubliken akkreditiert war. Meir war auch die Ministerin mit der längsten Amtszeit (18. Juni 1956 bis 12. Januar 1966).
Der erste Staat, der Israel anerkannte, waren die Vereinigten Staaten, elf Minuten nach der Gründung am 14. Mai 1948.

## Liste der Außenminister
| #  | Name                                  | Amtsantritt       | Amtsaustritt      | Partei            | Regierung                  |
| -- | ------------------------------------- | ----------------- | ----------------- | ----------------- | -------------------------- |
| 01 | Mosche Scharet                        | 15. Mai 1948      | 18. Juni 1956     | Mapai             | Prov., 1, 2, 3, 4, 5, 6, 7 |
| 02 | Golda Meir                            | 18. Juni 1956     | 12. Januar 1966   | Mapai             | 7, 8, 9, 10, 11, 12        |
| 03 | Abba Eban                             | 13. Januar 1966   | 2. Juni 1974      | Awoda             | 13, 14, 15, 16             |
| 04 | Jigal Allon                           | 3. Juni 1974      | 19. Juni 1977     | Awoda             | 17                         |
| 05 | Mosche Dajan                          | 20. Juni 1977     | 23. Oktober 1979  | Keine             | 18                         |
| 06 | Menachem Begin (geschäftsführend)     | 23. Oktober 1979  | 10. März 1980     | Likud             | 18                         |
| 07 | Jitzchak Schamir                      | 10. März 1980     | 20. Oktober 1986  | Likud             | 18, 19, 20, 21             |
| 08 | Schimon Peres                         | 20. Oktober 1986  | 23. Dezember 1988 | Awoda             | 22                         |
| 09 | Mosche Arens                          | 23. Dezember 1988 | 12. Juni 1990     | Likud             | 23                         |
| 10 | David Levy                            | 13. Juni 1990     | 13. Juli 1992     | Likud             | 24                         |
| 08 | Schimon Peres                         | 14. Juli 1992     | 22. November 1995 | Awoda             | 25                         |
| 11 | Ehud Barak                            | 22. November 1995 | 18. Juni 1996     | Awoda             | 26                         |
| 10 | David Levy                            | 18. Juni 1996     | 6. Januar 1998    | Gescher           | 27                         |
| 12 | Benjamin Netanjahu (geschäftsführend) | 6. Januar 1998    | 13. Oktober 1998  | Likud             | 27                         |
| 13 | Ariel Scharon                         | 13. Oktober 1998  | 6. Juni 1999      | Likud             | 27                         |
| 10 | David Levy                            | 6. Juni 1999      | 4. August 2000    | Gescher           | 28                         |
| 11 | Ehud Barak (geschäftsführend)         | 4. August 2000    | 10. August 2000   | Awoda             | 28                         |
| 14 | Schlomo Ben Ami                       | 10. August 2000   | 7. März 2001      | Awoda             | 28                         |
| 08 | Schimon Peres                         | 7. März 2001      | 2. November 2002  | Awoda             | 29                         |
| 13 | Ariel Scharon (geschäftsführend)      | 2. November 2002  | 6. November 2002  | Likud             | 29                         |
| 12 | Benjamin Netanjahu                    | 6. November 2002  | 28. Februar 2003  | Likud             | 29                         |
| 15 | Silvan Schalom                        | 28. Februar 2003  | 16. Januar 2006   | Likud             | 30                         |
| 16 | Tzipi Livni (geschäftsführend)        | 16. Januar 2006   | 1. April 2009     | Kadima            | 30, 31                     |
| 17 | Avigdor Lieberman                     | 1. April 2009     | 18. Dezember 2012 | Jisra’el Beitenu  | 32                         |
| 12 | Benjamin Netanjahu (geschäftsführend) | 18. Dezember 2012 | 11. November 2013 | Likud             | 32, 33                     |
| 17 | Avigdor Lieberman                     | 11. November 2013 | 14. Mai 2015      | Jisra’el Beitenu  | 33                         |
| 12 | Benjamin Netanjahu                    | 14. Mai 2015      | 17. Februar 2019  | Likud             | 34                         |
| 18 | Israel Katz                           | 17. Februar 2019  | 17. Mai 2020      | Likud             | 34                         |
| 19 | Gabi Aschkenasi                       | 17. Mai 2020      | 13. Juni 2021     | Chosen LeJisra’el | 35                         |
| 20 | Jair Lapid                            | 13. Juni 2021     | 29. Dezember 2022 | Jesch Atid        | 36                         |
| 21 | Eli Cohen                             | 29. Dezember 2022 | 1. Januar 2024    | Likud             | 37                         |
| 18 | Israel Katz                           | 1. Januar 2024    | 5. November 2024  | Likud             | 37                         |
| 22 | Gideon Sa’ar                          | 5. November 2024  | amtierend         | Tikwa Chadascha   | 37                         |

### Stellvertretende Minister
Im ersten Kabinett von Jitzchak Schamir wurde die Position des Stellvertretenden Außenministers eingeführt. Mit Ausnahmen in den Regierungen 22, 27, 30 und 31 gab es bisher elf Stellvertretende Außenminister.
| #  | Name               | Partei           | Regierung | Amtsantritt        | Amtsaustritt       |
| -- | ------------------ | ---------------- | --------- | ------------------ | ------------------ |
| 01 | Yehuda Ben-Meir    | Mafdal, Gescher  | 19, 20    | 11. August 1981    | 13. September 1984 |
| 02 | Roni Milo          | Likud            | 21        | 24. September 1984 | 20. Oktober 1986   |
|    |                    |                  |           |                    |                    |
| 03 | Benjamin Netanjahu | Likud            | 23, 24    | 26. Dezember 1988  | 11. November 1991  |
| 04 | Jossi Beilin       | Awoda            | 25        | 4. August 1992     | 17. Juli 1995      |
| 05 | Eli Dayan          | Awoda            | 26        | 24. Juli 1995      | 18. Juni 1996      |
|    |                    |                  |           |                    |                    |
| 06 | Nawaf Massalcha    | Jisrael Achat    | 28        | 5. August 1999     | 7. März 2001       |
| 07 | Michael Melchior   | Meimad           | 29        | 7. März 2001       | 2. November 2002   |
|    |                    |                  |           |                    |                    |
| 08 | Danny Ayalon       | Jisra’el Beitenu | 32        | 31. März 2009      | 18. März 2013      |
| 09 | Ze’ev Elkin        | Likud            | 33        | 18. März 2013      | 12. Mai 2014       |
| 10 | Zachi Ha-Negbi     | Likud            | 33        | 2. Juni 2014       | 6. Mai 2015        |
| 11 | Tzipi Hotovely     | Likud            | 34        | 19. Mai 2015       | 21. Januar 2020    |
| 12 | Idan Roll          | Jesch Atid       | 35        | 12. Juni 2021      | 29. Dezember 2022  |